# SC Kreuzberg
Der SC Kreuzberg (Schach-Club Kreuzberg e. V.) ist ein Schachverein in Berlin-Kreuzberg, der dem Berliner Schachverband angehört.
Der Schachverein wurde 1949 gegründet und verfügt als mitgliederstärkster Verein Berlins über zehn Mannschaften. Die stärkste Mannschaft spielte bis zur Saison 2008/09 in der Bundesliga und die zweite Mannschaft in der 2. Bundesliga. 
Vorsitzende des Vereins ist Brigitte Große-Honebrink. Das Vereinsheim ist im Haus des Sports in der Böcklerstraße.
Im Vereinsheim betreibt der SC Kreuzberg seit 2018 die größte Schachbuchsammlung Berlins, die Wilhelm-Schlemmermeyer-Bibliothek.
Für den Verein spielten in der Vergangenheit einige Großmeister, zum Beispiel Zoltán Almási, Lewon Aronjan, Merab Gagunaschwili, Sergei Kalinitschew, Ralf Lau, Thomas Luther, Jens-Uwe Maiwald, Andrij Maksymenko, Liviu-Dieter Nisipeanu, Luděk Pachman, Gabriel Sarkissjan, Dawit Schengelia, Bartosz Soćko und Raj Tischbierek.